# Matrimonio a punti
Matrimonio a punti (in spagnolo Matrimillas) è un film del 2022 diretto da Sebastián De Caro.

## Trama
Per cercare di risolvere i loro problemi coniugali una coppia si fa aiutare da una app che premia le buone e cattive azioni che sono rivolte al proprio partner.

## Distribuzione
Il film è stato distribuito sulla piattaforma Netflix a partire dal 07 dicembre 2022.